# João Cândido
João Cândido Felisberto, também conhecido como "Almirante Negro" (Encruzilhada do Sul, 24 de junho de 1880 – Rio de Janeiro, 6 de dezembro de 1969), foi um militar brasileiro da Marinha de Guerra do Brasil, líder da Revolta da Chibata (1910).

## Biografia
João Cândido nasceu em 24 de junho de 1880, na Província de São Pedro do Rio Grande do Sul, atual estado do Rio Grande do Sul, no município de Encruzilhada, atual Encruzilhada do Sul. Filho dos ex-escravos João Felisberto e Inácia Cândido Felisberto, nasceu na fazenda Coxilha Bonita, que ficava no vilarejo Dom Feliciano – o quinto distrito do município Encruzilhada, que fora distrito de Rio Pardo até 1849. Apresentou-se, ainda com treze anos, em 1894, na Companhia de Artífices Militares e Menores Aprendizes no Arsenal de Guerra de Porto Alegre com uma recomendação de atenção especial, escrita por um velho amigo e protetor de Rio Pardo, o então capitão-de-fragata Alexandrino de Alencar, que assim o encaminhava àquela escola. Em 1895 conseguiu transferência para a Escola de Aprendizes Marinheiros de Porto Alegre, e em dezembro do mesmo ano, como grumete, para a Marinha do Brasil, na capital, a cidade do Rio de Janeiro.
Assim, nos anos 1890, época em que a maioria dos marinheiros era recrutada à força pela polícia, João Cândido alistou-se com o número 40 na Marinha do Brasil em janeiro de 1895, aos quatorze anos, ingressando como grumete a 10 de dezembro daquele ano.
Em depoimento para a Anamnese do Hospital dos Alienados em abril de 1911 e para a Gazeta de Notícias de 31 de dezembro de 1912, João Cândido afirma ter sido soldado do General Pinheiro Machado, na Revolução Federalista, em 1893, portanto antes de entrar para a escola de aprendizes do Arsenal de Guerra de Porto Alegre.
Teve uma carreira extensa de viagens pelo Brasil e por vários países do mundo nos 15 anos que esteve na ativa da Marinha de Guerra (17 anos, se contar os 2 anos de prisão, após a Revolta). Muitas delas foram viagens de instrução, no começo recebendo instrução, e depois dando instrução de procedimentos de um navio de guerra para marinheiros mais novos.
A partir de 1908, para acompanhar o final da construção de navios de guerra encomendados pelo governo brasileiro, centenas de marinheiros foram enviados ao Reino Unido. Em 1909 João Cândido também para lá foi enviado, onde tomou conhecimento do movimento realizado pelos marinheiros russos em 1905 a bordo do couraçado Kniaz Potemkin Tavricheski, reivindicando melhores condições de trabalho e alimentação.
Tornou-se muito admirado pelos companheiros marinheiros, que o indicaram por duas vezes para representar o "Deus Netuno" na travessia sobre a linha do equador, e muito elogiado pelos oficiais, por seu bom comportamento e pelas suas habilidades principalmente como timoneiro. Era o marinheiro mais experiente e de maior trânsito entre marinheiros e oficiais, a pessoa indicada para liderar a revolta, na opinião dos demais líderes do movimento.

### O movimento dos marinheiros da Marinha de guerra

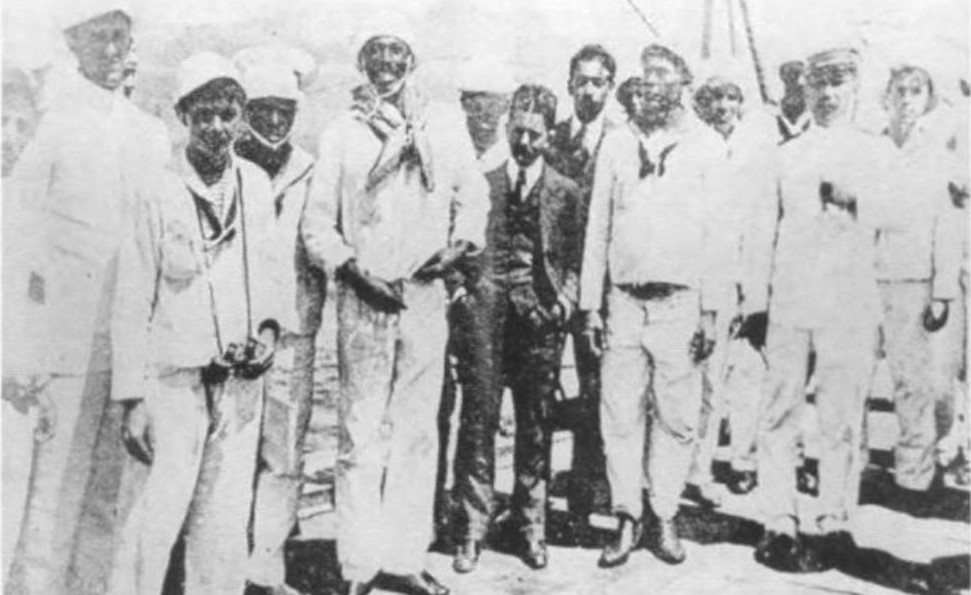
Marinheiros durante a Revolta da Chibata, com João Cândido ao centro, em 1910

O uso da chibata como castigo na Marinha brasileira já havia sido abolido em um dos primeiros atos do regime republicano, o decreto número 3, de 16 de novembro de 1889, assinado pelo presidente marechal Deodoro da Fonseca. Todavia, o castigo cruel continuava de fato a ser aplicado, a critério dos oficiais da Marinha de Guerra do Brasil. Num contingente de 90% de negros e mulatos, centenas de marujos continuavam a ter seus corpos retalhados pela chibata, como no tempo da escravidão. Entre os marinheiros, insatisfeitos com os baixos soldos, com a má alimentação e, principalmente, com os degradantes castigos corporais, crescia o clima de tensão.
Já em 1893, na canhoneira Marajó, um contingente de marinheiros havia se revoltado contra o excesso de castigos físicos, exigindo a troca do comandante que abusava da chibata e outros suplícios. Na época, ainda não queriam o fim da chibata, mas a troca do comandante do navio, para evitar abusos. Definitivamente, não era normal receber chibatadas. E, para piorar, os oficiais extrapolavam o limite de próprio regimento da Marinha, baseado num decreto que nunca foi publicado no Diário Oficial, que estabelecia a criação de Companhias Correcionais que poderiam indicar a punição de até 25 chibatadas, mesmo após a Abolição da Escravatura.
Ainda na Grã-Bretanha, e depois, ao retornarem ao Brasil, os marinheiros que lá estiveram para acompanhar a construção dos encouraçados Minas Gerais e São Paulo, e do cruzador Bahia, iniciaram um movimento conspiratório com vistas a tomar uma atitude mais efetiva no sentido de acabar com a chibata na Marinha de Guerra do Brasil.
As eleições presidenciais de 1910, embora vencidas pelo candidato situacionista marechal Hermes da Fonseca, expressaram o descontentamento da sociedade com o regime vigente, além das denúncias de fraude e violação de urnas nos bairros em que ele não tinha maioria de simpatizantes. O candidato oposicionista, Rui Barbosa, realizou intensa campanha eleitoral, reforçando a esperança de transformações do povo brasileiro.
Esgotadas as tentativas pacíficas e propositivas dos marinheiros, incluindo uma audiência de João Cândido no Gabinete do presidente anterior, Nilo Peçanha, e na presença do ministro da Marinha, Alexandrino de Alencar. Sem qualquer providência efetiva para o fim dos castigos físicos, os marinheiros decidiram que iriam fazer uma sublevação, uma revolta pelo fim do uso da chibata em 25 de novembro de 1910. Inicialmente os comitês revolucionários pensaram no dia 14, depois dia 15, depois 19, e por fim fixaram o dia 25.[carece de fontes?]
Entretanto, menos de uma semana após a posse do marechal Hermes da Fonseca, o marinheiro Marcelino Rodrigues de Menezes foi punido a 21 de novembro com 250 chibatadas, aplicadas na presença de toda a tripulação do Encouraçado Minas Gerais, nau capitânia da nova Esquadra, e que não se interromperam nem mesmo com o seu desfalecimento, conforme noticiado pelos jornais da época. Este fato antecipou a data programada de 25 para 22 de novembro de 1910. Seria na noite deste dia porque o comandante do navio Minas Gerais, o Capitão João Batista das Neves dormiria fora do navio, e então os marujos tomariam posse das armas, dominariam os oficiais em seus camarotes, e teriam o controle do navio mãe e depois de todos os demais que estavam na Bahia da Guanabara. Entretanto o comandante Batista das Neves voltou mais cedo do que eles esperavam, e um marinheiro mais descontrolado partiu para cima do oficial de serviço, pois não queria mais o adiamento da revolta. O comandante ouve os barulhos, assim como os outros oficiais e todos vêm para o convés. Mesmo aconselhado pelo marinheiro Bulhões a se abrigar, Batista das Neves diz que não sairia de bordo do navio, insistindo em tentar fazer os marinheiros formarem e obedecerem às suas ordens. Os marinheiros, já muito exaltados, ao ver que o comandante feriu um dos marinheiros, começam a jogar objetos nele, e por fim um marinheiro dá-lhe um tiro na cabeça. Morrem no Minas Gerais, além do comandante, mais dois oficiais e três marinheiros (da patente de sargento para baixo, na simplificação usual). Durante os combates, morrem mais um oficial e um marinheiro no navio Bahia, sob responsabilidade do marinheiro Francisco Martins, e um oficial no navio São Paulo, sob responsabilidade do marinheiro Manoel Nascimento. Terminado o confronto, e diante da gravidade da situação, com a morte do comandante e outros oficiais, João Cândido, que havia participado das reuniões conspiratórias, cujo chefe era Vitalino José Ferreira, é indicado pelos demais líderes como o comandante-em-chefe de toda a esquadra revoltada, inicialmente composta por seis navios, e depois concentrando as guarnições em quatro, entre eles os dois encouraçados fabricados na Inglaterra, considerados os mais potentes do mundo à época: Minas Gerais e São Paulo.

### Revolta da Chibata
No dia 22 de novembro de 1910, João Cândido, ao assumir por indicação dos demais líderes, o comando geral de toda a esquadra revoltada, controla o motim, faz cessar as mortes, e envia radiogramas pleiteando a abolição dos castigos corporais na Marinha de Guerra brasileira. Por quatro dias, os navios de guerra Minas Gerais, São Paulo, Bahia e Deodoro apontaram os seus canhões para a Capital Federal. No ultimato dirigido ao presidente Hermes da Fonseca, os revoltosos declararam:
Nós, marinheiros, cidadãos brasileiros e republicanos, não podemos mais suportar a escravidão na Marinha brasileira.
A rebelião terminou com o compromisso do governo federal em acabar com o uso da chibata na Marinha e de conceder anistia aos revoltosos. Entretanto, em 28 de novembro, dia seguinte ao desarmamento dos navios rebelados, o governo promulgou um decreto permitindo a expulsão de marinheiros que representassem risco, descumprindo assim o que havia sido acordado pelo texto da lei de anistia aprovada no dia 25 pelo Senado da República e sancionada pelo presidente Hermes da Fonseca, conforme publicação no diário oficial de 26 de novembro, e levado ao Minas Gerais pelo capitão Pereira Leite.

### Expulsão da Marinha

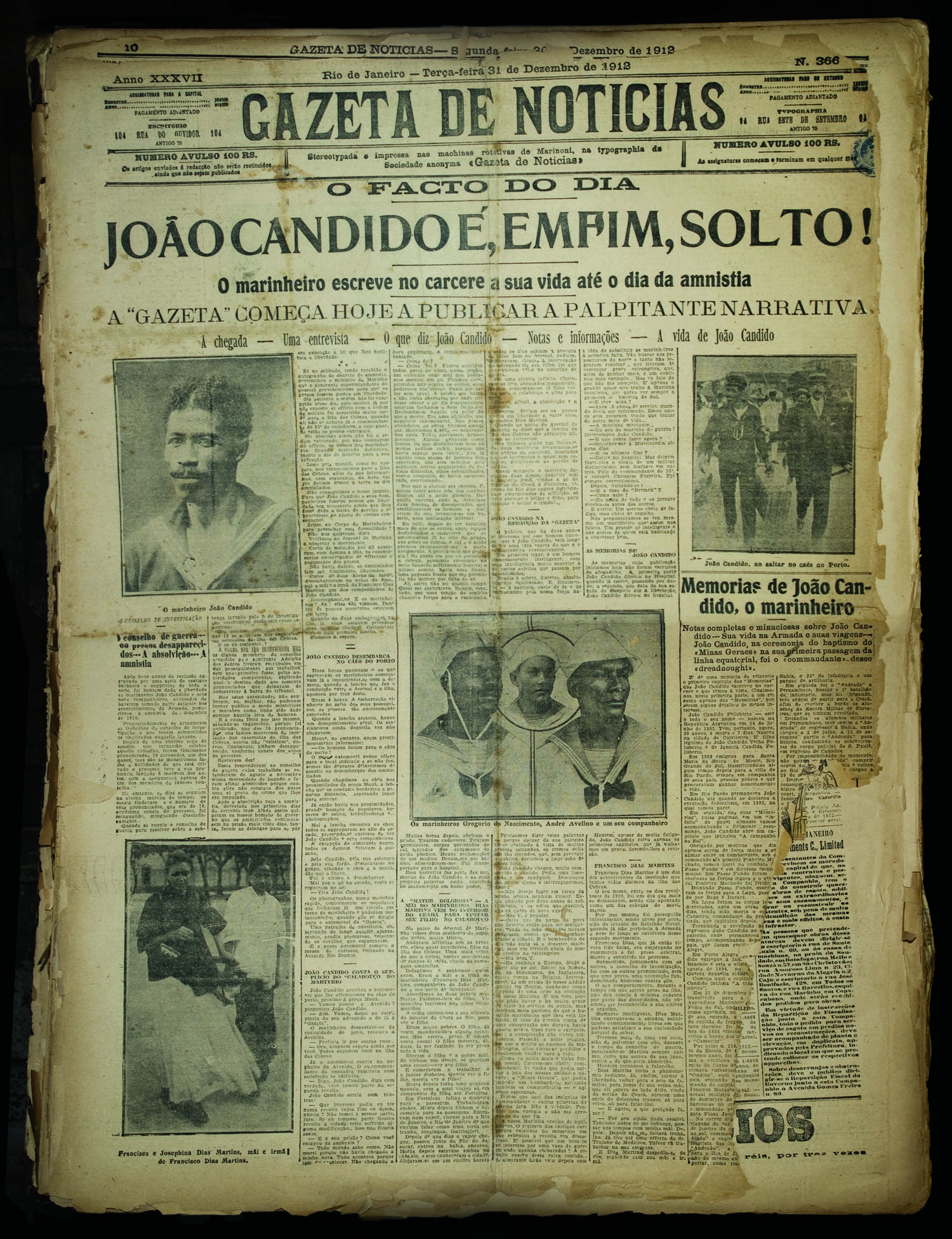
Jornal Gazeta de Notícias de 31 de dezembro de 1912, publicada, manchete, há mais de 100 anos. Domínio Público

Pouco tempo depois do decreto que quebrou a anistia e de boatos de que o Exército iria se vingar dos marinheiros, houve a eclosão de um novo motim entre os fuzileiros navais, ligados à Marinha, no quartel da ilha das Cobras, no Rio de Janeiro, em 9 de dezembro de 1910. Não tinha ligação com a Revolta da Chibata, exceto que ali na Ilha estavam algumas dezenas de marinheiros participantes da revolta presos apesar de anistiados. A "segunda revolta" nada exigia, não tinha qualquer organização, baseava-se em boatos de que o Exército atacaria a qualquer momento navios e batalhão naval como resposta à vergonha que significou a revolta para o Governo Hermes da Fonseca. Durante o dia 10 o motim foi reprimido pelas autoridades, Marinha e Governo, com um bombardeio implacável sobre pouco mais de duas centenas de amotinados ilhados (na Revolta da Chibata eram 2.379 homens, 3 encouraçados e um cruzador, alvos móveis e fortemente armados), e serviu de justificativa para Hermes da Fonseca demandar e obter do Senado aprovação do estado de sítio (lei marcial) neste mesmo dia. João Cândido chegou a ordenar tiro de canhão sobre os marinheiros-fuzileiros amotinados na Ilha das Cobras para provar sua lealdade ao governo. Mas de nada adiantou. Com o estado de sítio, centenas de marinheiros foram dados como mortos ou desaparecidos e 2000 marinheiros foram expulsos da Marinha. Onze foram fuzilados a bordo do Navio Satélite, que levava 105 marinheiros rebeldes para serem jogados nos seringais do Acre, destino dos 96 que lá ainda chegaram vivos.
Apesar de não haver participado de uma suposta conspiração deste segundo levante, João Cândido foi expulso da Marinha, sob a falsa acusação de ter favorecido os fuzileiros rebeldes. Foi preso em 13 de dezembro no quartel do exército, e transferido no dia 24 de dezembro de 1910 para uma masmorra (cela 5) na Ilha das Cobras, onde dezesseis de seus dezessete companheiros de cela morreram asfixiados numa tentativa de os assassinar. De seu depoimento ao jornal Gazeta de Notícias e outras fontes, descobre-se que 29 marinheiros e fuzileiros navais foram submetidos ao envenenamento intencional por cal em duas celas da Ilha das Cobras. Numa cela, morreram dezesseis. Da outra cela, morreram mais dois. Em abril de 1911 foi transferido para o Hospital dos Alienados, como louco, mas recebeu alta e voltou para a Ilha das Cobras, de onde foi solto em 1912. À época, o seu defensor foi o rábula e socialista Evaristo de Moraes, contratado pela Ordem de Nossa Senhora do Rosário e dos Homens Pretos, que declinou o recebimento dos honorários que lhe eram devidos.
Banido da Marinha, João Cândido sofreu grandes privações, vivendo precariamente, trabalhando como estivador e descarregando peixes na Praça XV, no centro do Rio de Janeiro.
De acordo com a sua ficha, nos quinze anos em que permaneceu na Marinha, foi castigado em nove ocasiões, preso entre dois a quatro dias em celas solitárias "a pão e água", além de ter sido duas vezes rebaixado de cabo a marinheiro. Sua ficha registra ainda dez elogios por bom comportamento nos três meses que antecederam a revolta.

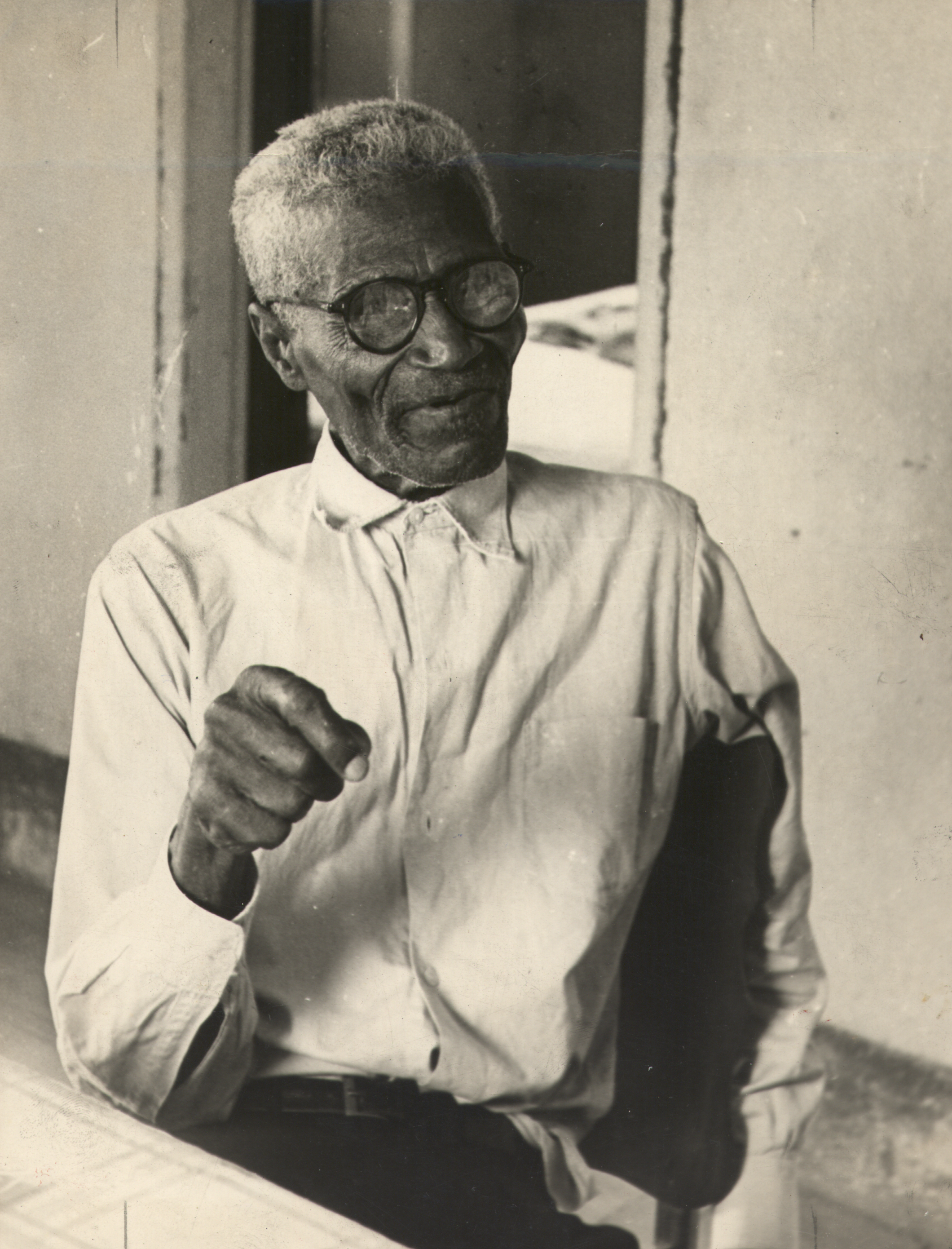
João Cândido em 1963

Sua vida pessoal foi profundamente abalada pelo suicídio de sua segunda esposa (1928). Em 1930 foi novamente detido, acusado de subversão.

### Adesão ao Integralismo e defesa do golpe militar de 1964
Em 1933 foi convidado e aderiu à Ação Integralista Brasileira, movimento fascista fundado em 1932 pelo escritor Plínio Salgado, chegando a ser o líder do núcleo Integralista da Gamboa, bairro portuário da cidade do Rio de Janeiro. Em entrevista ao historiador Hélio Silva, gravada em 1968 e arquivada no Museu da Imagem e do Som (MIS-RJ), João Cândido declarou manter sua amizade com Plínio Salgado e de ter orgulho em ter sido integralista.
Em outra entrevista, no ano de 1969, João Cândido revelou que defendia "com entusiasmo" a ditadura militar implantada em 1964 no Brasil. Paradoxalmente, a esquerda sempre tentou o reabilitar, mas a ditadura de 1964 nunca o reabilitou e continuava a o considerar um "criminoso feroz", inclusive censurando uma homenagem que João Bosco e Aldir Blanc tentaram lhe fazer num samba em 1979, que o reconhecia como o "navegante negro".

### Últimos anos e morte
Foi por influência do jornalista Edmar Morel que, em 1958, foi publicada a série histórica do "Almirante da Ralé" (depois como Almirante Negro), que tinha Cândido como protagonista. A partir desta série jornalística o interesse por João Cândido foi retomado na política, na imprensa e dentre os marinheiros de classes subalternas. Inclusive estes tentaram fazer vaquinhas esporádicas para ajudar João Cândido a se sustentar, dado a denúncia de sua situação precária. Porém, foi o governador do Rio Grande do Sul, Leonel Brizola, quem lhe concedeu uma aposentadoria de dois salários mínimos em 1959, sobrevivendo com esta pensão até o final da vida.
Em 25 de março de 1964, João Cândido foi aclamado patrono da Associação de Marinheiros e Fuzileiros Navais do Brasil (AMFNB), por ocasião do 2º aniversário da entidade, embora o oficialato da marinha tenha considerado tal ato uma rebelião. Com seu nome mais uma vez sendo relacionado a uma rebelião de suboficiais, a revolta dos Marinheiros de 1964 — justamente iniciada em 25 de março de 1964 (mesmo não tendo tomado parte) —, cai novamente em desgraça em função do golpe de 1964.
Discriminado e perseguido pela Marinha até o final da vida, recolheu-se no município de São João de Meriti, onde aproximou-se da Igreja Metodista. Passou mal em casa e foi levado ao Hospital Getúlio Vargas, na capital do Rio de Janeiro, onde morreu em 6 de dezembro de 1969, aos 89 anos, vítima de câncer.

## Bordados
Cândido foi um bordador e produziu um conjunto de obras quando esteve preso na Ilha das Cobras. A habilidade artística do líder da Revolta da Chibata foi muitas vezes ignorada por seus biógrafos e se tornou objeto de pesquisa e ganhou destaque a partir dos anos 1990.
Os bordados indicam a complexidade de Cândido. Por um lado, foi considerado um líder enérgico e decidido, ou seja, assumiu características de uma liderança objetiva. Por outro lado, sua dedicação à costura revela sua sensibilidade e a busca por reconforto, especialmente no período de cárcere, quando testemunhou a morte de vários de seus companheiros.
Ganharam especial destaque os bordados Amor e O adeus do marujo, expostos durante a Bienal de Arte de São Paulo, em 2021.

## Legado, homenagens e resgates
Em 1959 voltou ao Sul do País para ser homenageado, mas a cerimônia foi suspensa por interferência da Marinha do Brasil.
A sua memória foi resgatada jornalisticamente a partir de 1959, com o lançamento do célebre livro "A Revolta da Chibata" de Edmar Morel; musicalmente na década de 1970 pelos compositores João Bosco e Aldir Blanc, no samba O Mestre-Sala dos Mares; historiograficamente, a partir de 1985, com o livro A Revolta dos Marinheiros - 1910, do vice-almirante e historiador naval Hélio Leôncio Martins; cinematograficamente, a partir de 2003, ano em que o curta-metragem de resgate de época, Memórias da Chibata, foi contemplado em edital do Ministério da Cultura com verba para produção.
Em outubro de 2005, o deputado Elimar Damasceno (PRONA/SP) apresentou o projeto de lei n. 5874/05, determinando inscrever o nome de João Cândido no "Livro dos Heróis da Pátria", que se encontra no Panteão da Pátria e da Liberdade Tancredo Neves, na Praça dos Três Poderes, em Brasília (DF). Este projeto foi arquivado porque, pela Lei Brasileira, somente depois de completar cinquenta anos da morte da pessoa, ela pode ser inscrita como Herói da Pátria, ou seja, no caso de João Cândido, morto em 1969, somente poderia ser incluído em 2019.
Em setembro de 2006, faleceu aos 82 anos a filha mais nova de João Cândido, Zeelândia Cândido de Andrade, que dedicou a vida a obter a reintegração do nome de seu pai à Marinha, corporação de onde saiu sem quaisquer direitos.
Em 22 de novembro de 2007 (aniversário de 97 anos da Revolta), foi inaugurada uma estátua em homenagem ao "Almirante Negro", nos jardins do Museu da República, antigo Palácio do Catete, bombardeado durante a revolta. A estátua de corpo inteiro de João Cândido com o leme nas mãos, foi erigida de frente para o mar e de costas para o palácio do governo brasileiro, que em 1910 traiu sua própria palavra, quebrando a anistia aos marinheiros rebeldes. Como parte da solenidade, que teve a presença de autoridades, familiares e representantes dos movimentos sociais, foi exibido o filme de reconstituição histórica Memórias da Chibata, de Marcos Manhães Marins, e feita uma exposição fotográfica da Revolta, sob a curadoria do cientista político e juiz de direito João Batista Damasceno. A inscrição na placa de homenagem ao pé da estátua comete erros: não é verdade que João Cândido "nasceu na Vila São José, Encruzilhada do Sul, distrito de Rio Pardo". Ele nasceu na fazenda Coxilha Bonita, no vilarejo Dom Feliciano, que ficava no Município de Encruzilhada, que não era mais distrito de Rio Pardo desde 1849, décadas antes do nascimento dele. Em 1963, é a vez do já distrito (e não mais um vilarejo) Dom Feliciano se emancipar do Município de Encruzilhada (já com o novo nome de Encruzilhada do Sul). Portanto, João Cândido nasceu encruzilhadense e morreu domfelicianense. Em 20 de novembro do ano seguinte a estátua foi transferida dos jardins do Palácio do Catete para a Praça XV de Novembro, no centro da cidade do Rio de Janeiro, em evento que contou com a presença do presidente da República, Luís Inácio da Silva, a família de João Cândido e dezenas de pessoas. A Marinha do Brasil não compareceu, alegando não poder comemorar porque a Marinha preza a disciplina e a hierarquia.
Em 24 de julho de 2008, 39 anos depois da morte de João Cândido Felisberto, publicou-se no Diário Oficial da União a Lei Nº 11 756 que concedeu anistia ao líder da Revolta da Chibata e a seus companheiros, ideia que partiu do Senado Federal e foi aprovada pela Câmara dos Deputados, em 13 de maio de 2008, dia em que se comemora a Abolição da Escravatura no Brasil.
No entanto, a lei foi vetada pelo governo na parte em que determinava a reintegração de João Cândido à Marinha do Brasil. O motivo do veto é que essa reabilitação post mortem importaria em impacto orçamentário para o qual a referida lei não apontou a necessária fonte de custeio. Assim, uma vez que tal reconhecimento imporia à União o pagamento dos soldos atrasados e das promoções que lhe seriam devidas, bem como na concessão de aposentadoria e pensão aos seus dependentes, nesse particular a lei foi vetada por ser contrária ao interesse público, no julgamento da equipe do governo federal. O governo temia uma corrida de mais de duas mil famílias por indenização. Na realidade, somente duas famílias se apresentaram como descendentes de marinheiros que participaram da Revolta da Chibata: a do próprio líder João Cândido Felisberto e a do marinheiro branco Adalberto Ribas, que fugiu de um dos barcos logo após a revolta, mantendo-se anônimo durante toda a sua vida, e cujos filhos procuraram a Marinha somente depois de saberem do projeto de lei de anistia e reparação financeira.[carece de fontes?]
No dia 7 de maio de 2010, a Transpetro, a pedido do presidente da República, batizou com o nome de João Cândido o primeiro navio do Promef (Programa de Modernização e Expansão da Frota), primeiro petroleiro produzido em estaleiro nacional após um intervalo de mais de treze anos, para ser utilizado na exportação. A cerimônia ocorreu no Estaleiro Atlântico Sul (EAS), em Ipojuca-PE. O navio, comandado pelo Capitão de Longo Curso Carlos Augusto Müller, da Marinha Mercante. A entidade UMNA - Unidade de Mobilização Nacional pela Anistia, reivindicou junto à Transpetro (Petrobras Transportes S.A.) que o nome do navio receba o justo complemento e, antes do lançamento ao mar, se tornasse: Marinheiro João Cândido, a exemplo de outros navios como o Marinheiro Marcílio Dias, ou recebesse o nome João Cândido Felisberto, uma vez que com primeiros nomes "João Cândido" já existiam muitos e mais famosos do que o líder da revolta (João Candido Portinari, João Cândido Ferreira, João Cândido da Silva, e até mesmo o Almirante João Cândido Brasil e engenheiro naval, que é nome de rua no Rio de Janeiro e em São Paulo, e faleceu em 1906.
O petroleiro João Cândido tem 274 metros de comprimento e capacidade para transportar 1 milhão de barris de petróleo. O navio foi construído pelo Estaleiro Atlântico Sul, ao custo de R$ 300 milhões.
Em 2010, a EBC - Empresa Brasil de Comunicação concluiu a produção Cem Anos Sem Chibata", dirigida por Marcos Manhães Marins, um documentário especial de 52 minutos, exibido diversas vezes na TV Brasil, como em novembro de 2015.
Em 2012, o projeto do longa-metragem Chibata, consolida o patrocínio parcial da Petrobras Transporte S.A. (Transpetro) e distribuição Pandora Filmes, recebendo carta de interesse de exibição também da TV Brasil.
Em 2013 a revolta foi uma das várias citações da novela Lado a Lado, analisada em artigo do Portal Geledés do Instituto da Mulher Negra. Um dos graves erros apontados foi a novela não ter mostrado o líder da revolta, João Cândido, diminuindo a sua importância como herói.
Em 2021, a Comissão de Educação e Cultura do Senado aprovou a inscrição de João Cândido no Livro de Heróis e Heroínas da Pátria. A Marinha, porém, se manifestou contrária à homenagem.
O filho de João Cândido, Adalberto Cândido, reside em São João de Meriti, Rio de Janeiro.
João Candido Recebeu diversas homenagens no mundo do samba e do Carnaval. Começou em 1952, com a União da Ilha do Governador que o homenageou com o enredo "Um Herói, Um Enredo, uma Canção" quando desfilou pelas ruas da comunidade. Em 2003, foi a vez da paulistana Camisa Verde e Branco que, com o enredo "A Revolta da Chibata. Luta, Coragem e Bravura! João Cândido, um sonho de Liberdade!". ficou em 6º lugar com 197,0. Em 2010 foi a vez da santista Metropolitana, pelo grupo II, homenagear com o enredo "João Cândido - O Dragão do Mar" ficando em 5ª lugar com 142 pontos. Em 2017, a agremiação paulista reeditou o samba, ficando em 4º lugar no grupo de Acesso com 268,3. Já no Rio de Janeiro, a Renascer de Jacarepaguá celebrou o encontro fictício do marinheiro com a Catadora e poetisa Carolina Maria de Jesus com o enredo "O papel e o mar",  baseado no curta de mesmo nome "O papel e o mar", do diretor Luiz Antônio Pilar., a agremiação do bairro do Tanque ficou na 10ª colocação com 352 pontos.  Em 2024, no grupo principal do carnaval carioca, a Paraíso do Tuiuti contou a saga de João Cândido com o enredo "Glória ao Almirante Negro!”.

## Filmografia
- CEM ANOS SEM CHIBATA - Documentário Especial de 52 minutos da EBC - Empresa Brasil de Comunicação, direção de Marcos Manhães Marins.
- CHIBATA - A Vida de João Cândido - projeto de longa-metragem em fase de produção no Brasil.
- Memórias da Chibata - filme sobre João Cândido e a Revolta da Chibata.[27]  Direção de Marcos Manhães Marins.
- "O papel e o mar", - Curta-metragem sobre o encontro fictício de João Cândido e Carolina Maria de Jesus. Direção de Luiz Antônio Pilar.